# إلميندورف
إلميندورف (بالإنجليزية: Elmendorf, Texas)‏ هي مدينة تقع بولاية تكساس في شمال شرق الولايات المتحدة. تبلغ مساحة هذه المدينة 3.2 (كم²)، وترتفع عن سطح البحر 152 م، بلغ عدد سكانها 664 نسمة في عام 2000 حسب إحصاء مكتب تعداد الولايات المتحدة وتصل الكثافة السكانية فيها 207.5 نسمة/كم2.

## التركيبة السكانية
حدّد مكتب تعداد الولايات المتحدة بيانات التركيبة السكانية لإلميندورف في تعداد الولايات المتحدة. في ما يلي، التركيبة السكانية حسب تعدادي 2000 و2010.

### تعداد عام 2000
بلغ عدد سكان إلميندورف 664 نسمة بحسب تعداد عام 2000، وبلغ عدد الأسر 226 أسرة وعدد العائلات 163 عائلة مقيمة في المدينة. في حين سجلت الكثافة السكانية 41.6 نسمة لكل كيلومتر مربع (107.7/ميل2). وبلغ عدد الوحدات السكنية 266 وحدة بمتوسط كثافة قدره 16.6 لكل كيلومتر مربع (43.0/ميل2).
وتوزع التركيب العرقي للمدينة بنسبة 65.81% من البيض و0.75% من الأمريكيين الأفارقة و1.05% من الأمريكيين الأصليين و0.15% من الأمريكيين ذوي الأصول الآسيوية و28.46% من الأعراق الأخرى و3.77% من عرقين مختلطين أو أكثر و74.10% من الهسبانيون أو اللاتينيون من أي عرق.
بلغ عدد الأسر 226 أسرة كانت نسبة 43.4% منها لديها أطفال تحت سن الثامنة عشر تعيش معهم، وبلغت نسبة الأزواج القاطنين مع بعضهم البعض 51.3% من أصل المجموع الكلي للأسر، ونسبة 13.3% من الأسر كان لديها معيلات من الإناث دون وجود شريك، بينما كانت نسبة 7.5% من الأسر لديها معيلون من الذكور دون وجود شريكة وكانت نسبة 27.9% من غير العائلات. تألفت نسبة 24.3% من أصل جميع الأسر من عدة أفراد يعيشون في نفس المنزل ونسبة 8.8% كانت تتألف من شخص يعيش بمفرده يبلغ من العمر 65 عاماً أو أكثر. وبلغ متوسط حجم الأسرة المعيشية 2.93، أما متوسط حجم العائلات فبلغ 3.56.
بلغ العمر الوسطي للسكان 34.0 عاماً. وكانت نسبة 30.7% من القاطنين تحت سن الثامنة عشر، وكانت نسبة 8.6% بين الثامنة عشر والرابعة والعشرين عاماً، ونسبة 28.6% كانت واقعةً في الفئة العمرية ما بين الخامسة والعشرين والرابعة والأربعين عاماً، ونسبة 21.8% كانت ما بين الخامسة والأربعين والرابعة والستين، ونسبة 10.1% كانت ضمن فئة الخامسة والستين عاماً فما فوق. يوجد لكل 100 أنثى 93.3 ذكر، ويوجد لكل 100 أنثى في الثامنة عشر من عمرها فما فوق 96.2 ذكر.

### تعداد عام 2010
بلغ عدد سكان إلميندورف 1,488 نسمة بحسب تعداد عام 2010، وبلغ عدد الأسر 486 أسرة وعدد العائلات 361 عائلة مقيمة في المدينة. في حين سجلت الكثافة السكانية 93.1 نسمة لكل كيلومتر مربع (241.1/ميل2). وبلغ عدد الوحدات السكنية 561 وحدة بمتوسط كثافة قدره 35.1 لكل كيلومتر مربع (90.9/ميل2).
وتوزع التركيب العرقي للمدينة بنسبة 79.77% من البيض و1.08% من الأمريكيين الأفارقة و1.34% من الأمريكيين الأصليين و0.27% من الأمريكيين ذوي الأصول الآسيوية و14.85% من الأعراق الأخرى و2.69% من عرقين مختلطين أو أكثر و64.65% من الهسبانيون أو اللاتينيون من أي عرق.
بلغ عدد الأسر 486 أسرة كانت نسبة 43.6% منها لديها أطفال تحت سن الثامنة عشر تعيش معهم، وبلغت نسبة الأزواج القاطنين مع بعضهم البعض 50.2% من أصل المجموع الكلي للأسر، ونسبة 16.7% من الأسر كان لديها معيلات من الإناث دون وجود شريك، بينما كانت نسبة 7.4% من الأسر لديها معيلون من الذكور دون وجود شريكة وكانت نسبة 25.7% من غير العائلات. تألفت نسبة 20.6% من أصل جميع الأسر من عدة أفراد يعيشون في نفس المنزل ونسبة 7.6% كانت تتألف من شخص يعيش بمفرده يبلغ من العمر 65 عاماً أو أكثر. وبلغ متوسط حجم الأسرة المعيشية 3.06، أما متوسط حجم العائلات فبلغ 3.55.
بلغ العمر الوسطي للسكان 36.1 عاماً. وكانت نسبة 28.1% من القاطنين تحت سن الثامنة عشر، وكانت نسبة 9.7% بين الثامنة عشر والرابعة والعشرين عاماً، ونسبة 25.1% كانت واقعةً في الفئة العمرية ما بين الخامسة والعشرين والرابعة والأربعين عاماً، ونسبة 26.9% كانت ما بين الخامسة والأربعين والرابعة والستين، ونسبة 10.1% كانت ضمن فئة الخامسة والستين عاماً فما فوق. وتوزع التركيب الجنسي للسكان بنسبة 50.5% ذكور و49.5% إناث.

## أعلام
- جو بال
- باتريك بيلي

## وصلات خارجية
- The US50 - Cities and Towns in Texas State